# Fattore relativo di efficacia
Il fattore relativo di efficacia (o fattore RE), conosciuto anche come fattore di esplosività, è un sistema di misurazione della potenza degli esplosivi utilizzato in ambito militare per le demolizioni; viene misurato prendendo come riferimento il TNT, attribuendo al TNT un valore del fattore relativo di efficacia unitario.
Il lavoro sviluppato da un chilo di esplosivo quando i gas dell'esplosione possono espandersi nell'ambiente secondo un'adiabatica indefinita si chiama il potenziale di quell'esplosivo. In altre parole il potenziale è l'equivalente in unità meccaniche del calore di esplosione, è quindi un valore convenzionale che esprime l'attitudine meccanica dell'esplosivo.

## Temperatura di esplosione
È la temperatura massima che i gas prodotti raggiungono al momento dell'esplosione, a volume costante. Per gli esplosivi detonanti le temperature di esplosione (più propriamente di detonazione) oscillano fra 2500 e 6000 °C.
Questa temperatura non è misurabile direttamente perché i termometri non riescono a registrare una variazione così rapida, ma può essere calcolata partendo da considerazioni teoriche con buona approssimazione.

## Calore (energia) di esplosione
L'esplosione è un fenomeno esotermico, quindi nella reazione si libera una quantità di calore uguale alla differenza fra la somma dei calori di formazione delle sostanze generate dall'esplosione e la somma dei calori di formazione dell'esplosivo.
I calori di formazione vengono determinati a 20 °C e a pressione costante, ma nel caso delle utilizzazioni pratiche degli esplosivi nelle mine la reazione avviene nell'ambiente del foro, che rimane a volume costante, quindi quello che interessa per gli esplosivi è il calore sviluppato a volume costante. Questo secondo calore è superiore al primo di una quantità corrispondente al lavoro speso per la dilatazione dei gas fino alla pressione atmosferica.
Il calore di esplosione viene calcolato facendo detonare alcuni grammi di esplosivo in una adatta bomba calorimetrica. Si assume il calore sviluppato nella detonazione di 1 g di esplosivo e le cifre che si ottengono sono molto modeste, comprese nell'intervallo da 400 a 6000 kcal/kg, cifre inferiori a quelle corrispondenti dei normali combustibili.
La maggior parte degli esplosivi è ottenuta con la nitrazione di varie sostanze. Questi esplosivi sono relativamente poveri in energia perché il loro ossigeno è concatenato all'azoto nel radicale nitrico (i combustibili normali prendono l'ossigeno dall'atmosfera).
La stessa nitroglicerina ha il calore di esplosione a pressione costante uguale a 1512,8 kcal/kg, mentre la benzina brucia dando circa 11000 kcal/kg, un'automobile che funzionasse a nitroglicerina, ne consumerebbe quindi in peso circa 7 volte tanto.

## Volume specifico (o volume normale) dei gas di esplosione
È il volume occupato dai gas prodotti da 1 kg di esplosivo nelle condizioni normali (pressione di 760 mm di mercurio e 0 °C di temperatura). Lo si può determinare facilmente con la bomba di pressione, ma è più facile partire dall'equazione di decomposizione. Bisogna però tenere presente che il valore dipende dalle condizioni pratiche in cui avviene la detonazione, avendo influenza la densità di carica e il tipo di innescamento di essa.
Per citare un esempio, la nitroglicerina ha un volume specifico di 715,6 l.

## Volume dei gas di esplosione
È il corrispondente del volume specifico alla temperatura di detonazione dell'esplosivo; in conseguenza della dilatazione dovuta allo sviluppo di calore il volume di detonazione è uguale a 10 - 15 volte quello specifico.
La nitroglicerina, di cui si è visto ora il volume specifico uguale a 715,6 1, ha il volume di esplosione uguale a 13.590 1.

## Velocità di detonazione
Elementi che influenzano la velocità - La velocità dell'onda di detonazione ha lo stesso ordine di grandezza di velocità delle onde sonore attraverso i solidi.
Si è visto che la velocità degli esplosivi deflagranti è in genere inferiore a 1000 metri al secondo e che quella degli esplosivi detonanti può raggiungere parecchie migliaia di metri; gli esplosivi con velocità superiore a quella dell'acido picrico (7000 m/s) si chiamano ultradirompenti, o anche esplosivi nobili, la velocità massima apparteneva alla miscela tetranitrometano-toluolo, con 9300 m/s, attualmente superata dagli oltre 11.000 m/s dell'ottanitrocubano (ONC).
La velocità di detonazione è una costante per esplosivi teorici, mentre oscilla alquanto per gli esplosivi pratici (anche a parità di tutte le condizioni) tanto che si parla talvolta di velocità di detonazione superiore e inferiore, questo però non ha grande importanza nella pratica industriale.
Viceversa bisogna conoscere l'effetto di altri fattori che influiscono sulla velocità di detonazione: temperatura, tipo di involucro o confinamento, diametro della cartuccia, densità di carica, entità e tipo dell'innesco, stato fisico e granulometria degli ingredienti, tipo dei componenti e altre variabili imprevedibili che ad ogni modo influenzano di poco la velocità di detonazione, in situazioni di utilizzo standard.
Per ogni esplosivo esiste un diametro minimo (diametro critico) al di sotto del quale si verifica una diminuzione di velocità così notevole, che l'effetto utile dell'esplosivo è praticamente annullato. Con esplosivi potenti basta il diametro di 10 mm per ottenere già la velocità massima, ma occorrono diametri maggiori per esplosivi meno sensibili, è anche vero che al di sotto dei 2 mm alcuni esplosivi non detonano, soprattutto gli esplosivi plastici.
Qui sono riportati alcuni esempi di esplosivi con la loro misurazione R.E.:
- Nitrato d'ammonio = 0,55
- Polvere nera = 0,42
- TNT = 1,00
- C-4 (esplosivo) = 1,60
- Nitroglicerina = 1,50
- RDX = 1,70
- PETN = 1,66
- Semtex = 1,66 (può variare)
- HMX = 1,80
- ONC = 2,7
- Pirodex e Pirodal = 0,7
- Esanitrodifenilamina o Esogene = 1,3